# Iran-Irak-krigen
Iran-Irak-krigen, også kaldet den første golfkrig, var en krig mellem Iran og Irak som varede fra 22. september 1980 til 20. august 1988. Den blev ofte henvist til som golfkrigen før Irak–Kuwait-konflikten (1990–91) som blev kendt som den anden golfkrig, men siden bare som golfkrigen.
Krigen begyndte da Irak invaderede Iran 22. september 1980. Konflikten så indledningsvis ud som en succes for irakerne, men der gik ikke længe før de blev slået tilbage og konflikten stabiliserede sig i en lang udmattelseskrig. Krigen forandrede for altid politikken i området, som spillede ind i global politik og førte til den irakiske invasion af Kuwait i 1990. Lige før krigens udbrud var kun to af Irans 28 divisioner kampdygtige. Dette var Irak klar over, og landet regnede derfor med et kort og sejrrigt felttog. I tillæg til dette havde Iran i 1980 henrettet omkring 1.000 af sine officerer og førtidspensioneret 10.000. Efter et par år med krig indså det iranske regime at revolutionsgardens fanatisme og offervilje ikke var nok til at vinde krigen. Gradvist blev det muslimske præsteskabs indflydelse over den militære overkommando svækket, og omkring 3000 førtidspensionerede officerer fik besked om at komme tilbage. Dette var en medvirkende årsag til at Irans «krigslykke» begyndte at slå ud til deres fordel.
En rapport fra FN's generalsekretær dateret 9. december 1991 (S/23273) slår udtrykkelig fast, at «Iraks aggression mod Iran» startede krigen og brød med international sikkerhed og fred.

## Liste over vellykkede iranske operationer i løbet af krigen
1. 27. september 1981: Operation Thamen-ol-A'emeh.
2. 29. november 1981: Operation Tarigh ol-Qods.
3. 21. marts 1982: Operation Fath-ol-Mobeen.
4. 30. april 1982: Operation Beit-ol-Moqaddas.
5. 14. juli 1982: Operation Ramadhan.
6. 9. april 1983: Operation Valfajr-1.
7. 19. oktober 1983: Operation Valfajr-4.
8. 22. februar 1984: Operation Kheibar.
9. 10. marts 1985: Operation Badr.
10. 9. februar 1986: Operation Valfajr-8.
11. 2. juni 1986: Operation Karbala-1.
12. 1. september 1986: Operation Karbala-2.
13. 9. januar 1986: Operation Karbala-5.
14. 21. juni 1987: Operation Nasr 4.
15. 16. marts 1988: Operation Valfajr-10.
16. 27. juli 1988: Operation Mersad.

## Efterspil
Krigen var katastrofal for begge lande, den stoppede økonomisk udvikling, forstyrrede olieeksporten og dræbte anslagsvis 1,5 millioner mennesker og forårsagede skader for $350 milliarder dollars, bare i Iran. Irak stod tilbage med alvorlig gæld til sine tidligere arabiske støtter, inklusiv $14 milliarder dollars til Kuwait, en gæld som var med til Hussein tog beslutningen i 1990 om at invadere Kuwait.
Meget af begge siders olieindustri var blevet skadet på grund af luftangreb iværksat mod infrastrukturen af begge nationer.
Afslutningen af krigen efterlod grænserne uforandrede. To år senere, da krig med de vestlige magterne truede, anerkendte Hussein iranske rettigheder over den østlige halvdel af Shatt al-Arab. Krigen var ekstrem dyr, en af de dødeligste krige siden 2. verdenskrig med tanke på sårede og dræbte. Konflikter siden 1945 med højere dødstal end Iran-Irak-krigen er blandt andet Vietnamkrigen, Koreakrigen, den anden sudanesiske borgerkrig og krigen i den demokratiske republik Congo.